# Oprítxnina

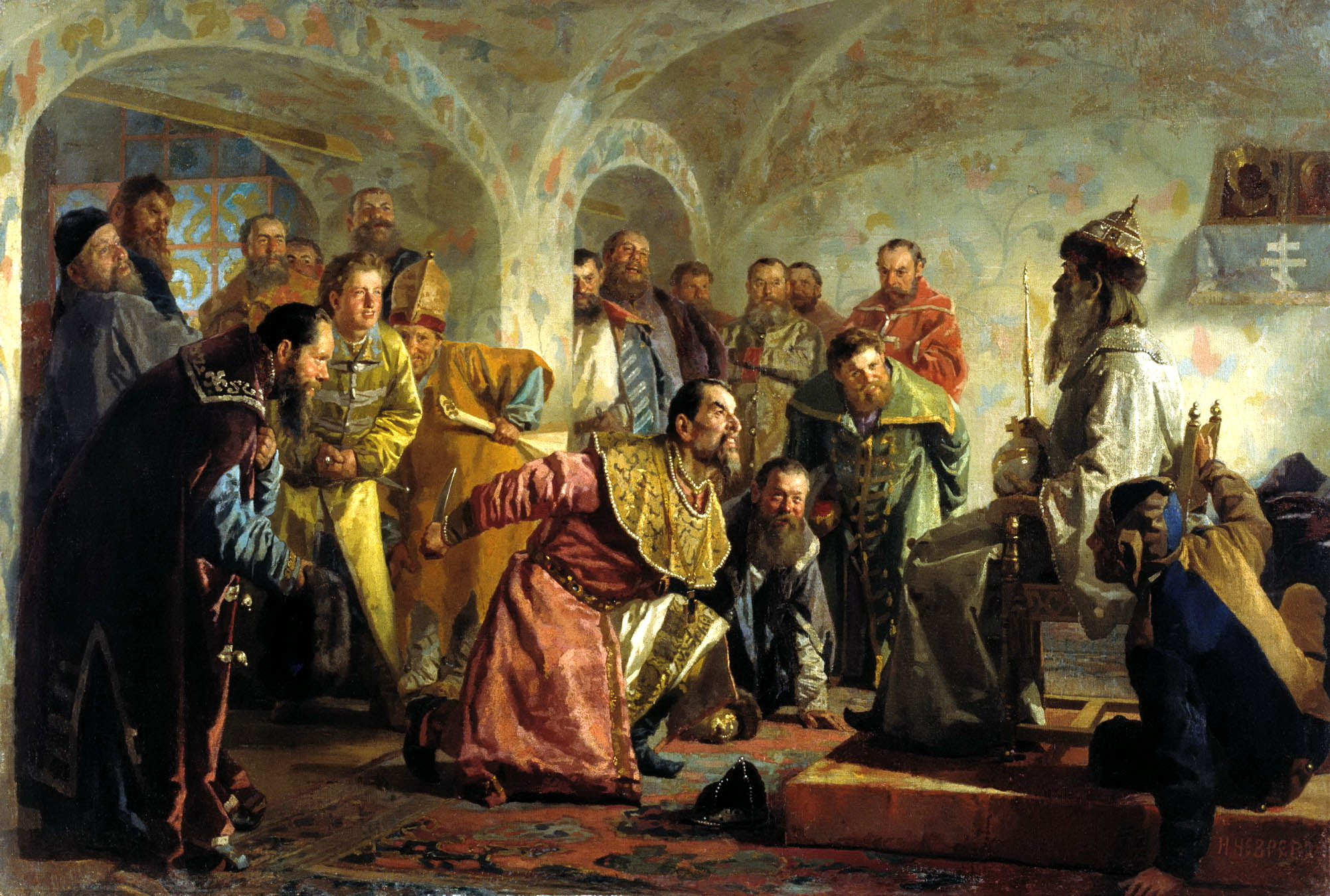
Els oprítxniks.

L'Oprítxnina (опри́чнина) va ser una porció del territori rus controlat directament pel tsar Ivan el Terrible.
La paraula deriva del rus antic (опри́чь) "opritx", i significa "a banda", "a excepció de". Per extensió, Oprítxnina designa el període de poder despòtic del monarca Ivan IV "El Terrible" i la seva pròpia guàrdia personal, els oprítxniks, famosa per la seva despietada crueltat contra la població, que va delmar considerablement la ciutat de Nóvgorod. Actualment, el terme oprítxnina es fa servir com a sinònim de tirania i de poder absolut exercit amb extrem rigor i crueltat.

## Història
En 1564, el príncep Andrei Kurbski, va conduir un exèrcit lituà contra Rússia, devastant la regió de Velikiy Luki. El tsar Ivan IV sospitant que els altres aristòcrates estaven preparats per trair-lo, decidí abandonar Moscou el 3 de desembre de 1564, portant totes les seves relíquies històriques i religioses, sense designar successor en la direcció de l'estat, i s'instal·là a Aleksàndrov, a 120 km de Moscou, amb la tsarina Maria Temriúkovna, els tsarévitxs i tots els membres de la cort. El 3 de gener de 1565 va dirigir a l'arquebisbe metropolità de Moscou, Athanasius, una carta en la qual descriu la traïció dels boiars i anuncia la seva intenció d'abdicar.
Una delegació composta per l'Església, l'arquebisbe metropolità, boiars i comerciants es va dirigir a Alexandrov per demanar-li que tornés a Moscou i recobri la corona. Ivan posa una sola condició: que s'accepti donar-li un poder il·limitat. El clergat, per tant, ha de renunciar al seu dret d'intercedir a favor de persones caigudes en desgràcia i els boiars a la garantia d'una justícia equitativa. La delegació accepta les condicions, i un mes més tard el tsar torna a Moscou.

## La creació de l'Oprítxnina
El mateix mes, un ucàs del Tsar divideix el Principat de Moscou o Moscovia en dos territoris: la Zemtxttxina, que conserva l'antiga administració tsarista, i la Oprítxnina (al nord-est), on Ivan posseeix un poder absolut. En el mateix decret, el Tsar crea els Opríttxnik, una tropa d'elit que manté una obediència cega. Aquests homes, que el poble diu la tropa satànica, anaven vestits de negre, amb una escombra i un crani de gos com insígnia, sent el seu lema: Escombrar les Rússies, i mossegar la traïció. L'Oprítxnina es va veure posteriorment debilitada amb la mort dels tres principals elegits pel Tsar, Aleksis Basmànov, Atanassi Viàzemski i Maliuta Skuràtov.
El sistema d'Oprítxnina va durar de 1565 el 1572, set anys durant els quals Ivan s'esforça per aniquilar els seus adversaris i per trencar l'antic règim de govern, que no li convé. La repressió fa que alguns boiars fins i tot incitin a Lituània a intervenir. L'Oprítxnina intercepta els missatges i intensifica la repressió i les purgues. L'arquebisbe metropolità, Felip, intenta intercedir en favor dels presoners i és arrestat i assassinat. Ivan s'encarrega igualment dels Stáritski: la seva cosina Eufrosinia i el fill d'aquesta, Vladímir, són obligats a enverinar-se.
El 1570, Ivan, preocupat pel valor estratègic de Nóvgorod en la guerra de Livònia contra l'Orde Livonià i Suècia, descobreix que els fils del complot condueixen a Novgorod. Les seves oprítxniks saquegen, incendien i destrueixen la ciutat, assassinant a 30.000 habitants, encara que alguns historiadors moderns els situen en prop de 2.000 a 3.000 morts, considerant que, després de les fams i epidèmies de 1560, la població de Nóvgorod no excedia de 10.000 a 20.000 habitants. De tornada a Moscou, la tropa satànica ataca els nobles sense títol i els massacra. El mateix any, Ivan creu que els seus fidels assistents Alexis Basmánov i Atanasio Viázemski intenten trair-lo i són executats sumàriament. Aquest sistema ha estat vist per alguns historiadors com una eina contra la poderosa noblesa hereditària russa dels boiars, qui s'oposaven a la centralització.
L'Oprítxnina va ser tractada de manera similar a l'Església del seu temps, gaudint de la mateixa llibertat d'impostos com l'Església, tenint la seva mateixa organització monàstica, fins i tot Ivan mateix es va proclamar Abat de l”Oprítxnina. L'única diferència entre aquests dos, és que una va ser creada com un mitjà exclusiu per complir la voluntat d'Ivan al seu territori.

## La fi de l'Oprítxnina
En 1560, en el període conegut com la Petita Edat de Gel, en una combinació de collites pobres, plagues, incursions poloneso-lituanes, sueques, atacs dels tàrtars i la Lliga Hanseàtica, Rússia va ser devastada. El preu dels grans va augmentar en un factor de deu, el valor de les terres en altre temps fèrtils va caure per sota de les de la resta del país, causant que els que vivien a L'Oprítxnina es mudessin a altres regions, de manera que l'existència d'aquests dos sistemes d'autoritat (l'Oprítxnina i la Zémstxina) va conduir a la desorganització política i econòmica del país.
Ivan va començar a dubtar de la utilitat de L'Oprítxnina després de les execucions de Basmànov i Viàzemski. Diversos membres de la seva guàrdia d'elit, encarregats d'assegurar la seva seguretat, van ser acusats de traïció. La mort de la seva tercera esposa, Marfa Sobàkina, quinze dies després del seu casament, el convenç que alguns dels seus guàrdies l'han pogut enverinar. La tropa comprèn ara a uns 6.000 homes que saquegen els territoris de la Zémstxina, sense que Ivan ho hagi autoritzat.
A la primavera de 1571, el tàtars del Kanat de Crimea envaeixen Rússia i arriben a Moscou, la qual incendien parcialment, sense que els oprítxniks moguin un dit per defensar la ciutat. Ivan sospita que l'han traït en benefici del kan de Crimea. Decideix llavors castigar-los severament. El juliol de 1572, després de la derrota del kanat de Crimea i l'Horda de Nogai, un nou ucàs aboleix el sistema de l'Oprítxnina i els oprítxniks són dissolts. Els territoris de l'antiga Oprítxnina són fusionats als de la Zémstxina i els antics propietaris recuperen les seves terres i es va canviar també la forma de formar els exèrcits russos, introduint una nova estratègia a base de desenes de milers de tropes autòctones, cosacs i tàtars, en lloc d'uns pocs milers de soldats hàbils i mercenaris, com era la pràctica dels seus adversaris. Els impostos, com havia esperat Ivan, no s'havien incrementat, i Rússia va perdre tots els guanys en la guerra contra Livònia, de manera que l'Oprítxnina no va demostrar una millora considerable, sinó més aviat un perjudici per a l'economia i estabilitat de Rússia. L'Oprítxnina, no obstant això, va aconseguir instaurar un règim d'obediència submisa i temorosa en tot el regne.

## Conseqüències
Els historiadors russos creuen que el terror de l'Oprítxnina va causar prop de 10.000 morts. Els pagesos es van veure obligats a emigrar cap a regions més tranquil·les, el comerç va ser aniquilat, el país arruïnat. L'economia russa es va ressentir durant anys.
Un cop l'Oprítxnina va ser enderrocada també va canviar la forma de formar els exèrcits russos, introduint una nova estratègia a base de desenes de milers de tropes autòctones, cosacs i tàtars, en lloc d'uns pocs milers de soldats hàbils i mercenaris, com era la pràctica dels seus adversaris.

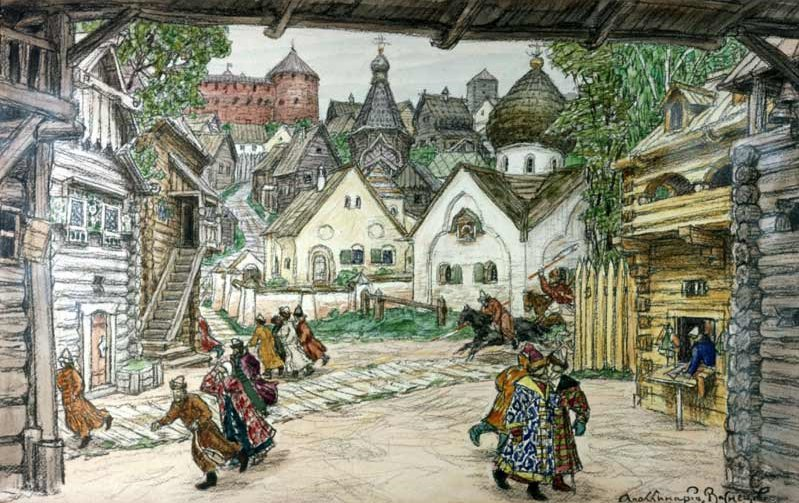
Carrer de la ciutat (Apollinariy Mikhailovich Vàsnetsov, 1911). Esbós de l'escenografia per a l'òpera de Piotr Ilitx Txaikovski L'Oprichnik.

Més tard, Pere I de Rússia i Ióssif Stalin van prendre exemple d'Ivan el Terrible i del seu sistema per cometre les seves pròpies purgues. Durant el seu regnat (1682-1725), l'"Emperador i pare de totes les Rússies" va establir un règim absolutista i va aniquilar qualsevol mena de revolta ciutadana. Per la seva part, el primer Secretari General del Partit Comunista de la Unió Soviètica va idear la Gran Purga entre 1936 i 1938, responsable de la mort de més de mig milió de dissidents i adversaris polítics.

## En la cultura popular
Ivan Lazétxnikov va escriure la tragèdia Els Oprítxniks (Опричники), en la qual Txaikovski va basar la seva òpera, Els Oprítxnik. Aquesta obra, al seu torn, va inspirar el 1911 la pintura d'Apolinari Vàsnetsov que descriu el carrer d'una ciutat i persones fugint del pànic a l'arribada dels oprítxniks.
Serguei Eisenstein va representar els oprítxniks a la seva pel·lícula Ivan el Terrible (primera part, de 1944), com a persones saludables i d'aparença neta. En la seva segona pel·lícula d'Ivan el Terrible (1945) els va caracteritzar amb una aparença menys afavorida.
La novel·la distòpica Den' oprichnika (Vladimir Sorokin, 2006) s'emmarca en un futur proper en el qual s'han restablit la monarquia russa i l'opríxnina. Els opríxnik condueix cotxes vermells amb caps de gos tallats adornant el capó, violen i maten nobles dissidents, i consumeix grans quantitats d'alcohol i narcòtics, tot elogiant la monarquia i l'Església ortodoxa russa.